# Azorella compacta
A Azorella compacta é uma planta sul-americana da família das Apiaceae.
Azorella compacta foi descrita por Rodolfo Amando Philippi e publicada em Anales del Museo Nacional de Chile. Segunda Sección --- Botánica 8: 28. 1891.

## Sinonímia
- Azorella columnaris H.Wolff
- Azorella prismatoclada Domin
- Azorella yareta Hauman
- Laretia compacta (Phil.) Reiche
- Laretia yareta (Hauman) Mathias & Constance[2]